# Alexei Wladimirowitsch Iwanow

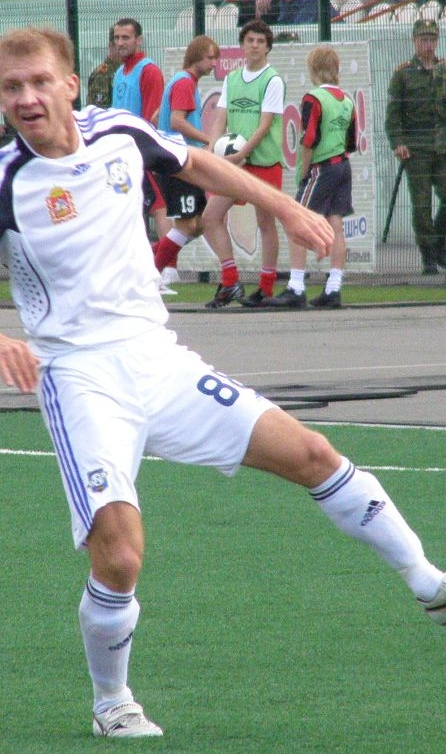
Alexei Iwanow (2009)

Alexei Wladimirowitsch Iwanow (russisch Алексей Владимирович Иванов; * 1. September 1981 in Saratow) ist ein russischer Fußballspieler.

## Karriere
Alexei Iwanows erster und einziger Verein in seiner Jugendzeit war Sokol Saratow, wo er auch 1999 im Profibereich spielte. 2002 verließ er den Verein, um zum FK Fakel Woronesch zu gehen. Nach zwei Jahren kehrte zu seinem alten Verein zurück. Schon ein halbes Jahr später unterschrieb er beim FK Chimki, wo er wieder nur halbes Jahr blieb und im Januar 2005 einen Vertrag bei Lutsch-Energija Wladiwostok unterschrieb. Dort blieb er zweieinhalb Jahre, weil er im Sommer 2007 zu Saturn Ramenskoje ging. Alle diese Transaktionen erfolgten ablösefrei. Bei Saturn Ramenskoje hat er in der Saison 2007/08 28 Spiele bestritten und darin 6 Tore erzielt. Seit 2012 spielt Iwanow für Mordowija Saransk.

## Erfolge
- Stieg 2-mal aus der 1. Division auf in die Premjer Liga: 2000, 2005

| Personendaten    | Personendaten                                 |
| ---------------- | --------------------------------------------- |
| NAME             | Iwanow, Alexei Wladimirowitsch                |
| ALTERNATIVNAMEN  | Ivanov, Aleksey; Иванов, Алексей Владимирович |
| KURZBESCHREIBUNG | russischer Fußballspieler                     |
| GEBURTSDATUM     | 1. September 1981                             |
| GEBURTSORT       | Saratow, Sowjetunion                          |